# Marta Lamas
Marta Lamas Encabo (Ciudad de México, 1947) es una antropóloga mexicana y catedrática de ciencia política del Instituto Tecnológico Autónomo de México (ITAM) y profesora/investigadora de la Universidad Nacional Autónoma de México adscrita al  Centro de Investigaciones y Estudios de Género (CIEG). Es una de las feministas más destacadas de México y ha escrito muchos libros con el propósito de reducir la discriminación mediante la apertura del discurso público sobre feminismo, género, prostitución y aborto. Desde 1990, Lamas edita una de las más importantes revistas feministas de América Latina, Debate Feminista. Fue nominada para el Premio Nobel de la Paz en 2005. En 2017 recibió el Premio "Doctor honoris causa con perspectiva de género" de la Universidad de Oaxaca (México).

## Biografía

### Primeros años
Marta Lamas nació en 1947 en la Ciudad de México, hija de padres argentinos. Estudió etnología en la Escuela Nacional de Antropología e Historia y luego realizó maestría y doctorado en antropología en el Instituto de Investigaciones Antropológicas de la Universidad Nacional Autónoma de México.

### Labor periodística
En 1976 cofundó la revista feminista Fem, la primera revista feminista de México, y en 1987 ayudó a establecer el primer suplemento feminista de un periódico mexicano para el diario La Jornada: «Doble Jornada». En 1990 fundó Debate Feminista, una publicación destinada a conectar la teoría feminista académica con las prácticas de los activistas de este movimiento, que cuenta también con la colaboración masculina. La publicación funciona como un puente para discutir ideas al interior del movimiento y evaluar cómo pueden presentarse a la opinión pública. Debate Feminista se ha convertido en una de las principales revistas de América Latina en su campo. También fue miembro fundador del periódico La Jornada, columnista de la revista Proceso y del periódico español El País y editorialista de los periódicos El Processo y Diario Monitor. Lamas ha escrito numerosos libros y es una prolífica escritora feminista.

### Activismo
En 1990, fundó Semillas, Sociedad Mexicana Pro Derechos de la Mujer, AC, que es una organización en la que mujeres brindan su apoyo a otras mujeres que tienen menos oportunidades. El grupo patrocina cooperativas y microempresas y ofrece centros de apoyo y grupos de trabajo que abordan problemas que enfrentan las mujeres, incluyendo cuestiones de derechos humanos. La organización cuenta con capítulos en 24 de los 31 estados mexicanos.
En 1992, Lamas cofundó el Grupo de Información en Reproducción Elegida (GIRE) para «difundir información sobre el aborto y la salud reproductiva y sexual y los derechos desde la perspectiva bioética, social y legal a los legisladores y a la prensa». Uno de los objetivos del grupo era cambiar la discusión de quien estaba a favor o en contra el aborto y en su lugar centrarse en quién debe decidir. Lamas indicó que este fue un cambio fundamental en el progreso del debate sobre el aborto en México.
Después de 38 años de trabajo por el movimiento feminista, conducido por Lamas, en 2007 la Suprema Corte de Justicia de la Nación despenalizó en la Ciudad de México los abortos inducidos en las primeras 12 semanas de gestación. Los abogados de GIRE brindaron asistencia en la redacción de la legislación y en coordinar la defensa de la ley frente a las demandas que alegaban que era anticonstitucional. Marta Lamas testificó durante el juicio en la Suprema Corte.

### Actividades educativas y de investigación
Lamas es profesora de ciencia política en el Instituto Tecnológico Autónomo de México (ITAM) y profesora/investigadora de la Universidad Nacional Autónoma de México adscrita al Centro de Investigaciones y Estudios de Género (CIEG). Forma parte del Comité editorial de Antropología del Fondo de Cultura Económica y del Sistema Nacional de Investigadores del Consejo Nacional de Ciencia y Tecnología de México.
En 2000, fundó el Instituto de Liderazgo Simone de Beauvoir, una organización feminista de la sociedad civil con el objetivo de formar líderes sociales. Su misión declarada es contribuir a la «construcción de una sociedad democrática de derechos y libertades, a través del conocimiento, la innovación y la formación de liderazgos con compromiso social y perspectiva de género e interculturalidad».

## Obras seleccionadas

### Libros
- La Bella (in)diferencia (1991) —coautora—
- Para entender el concepto de género (1998)
- Cidadania e feminismo (1999) —compilación en portugués—
- Diversidad cultural y tolerancia (2000)
- Ciudadanía y feminismo: compilación de ensayos aparecidos en Debate feminista (2001) —compilación—
- Política y reproducción. Aborto: la frontera del derecho a decidir (2001)
- Cuerpo: diferencia sexual y género (2002)
- El género la construcción cultural de la diferencia sexual (2003) —compilación—
- Feminismo: transmisiones y retransmisiones (2006)
- Miradas feministas sobre las mexicanas del siglo XX (2007) —compilación—
- Feminism: Transmissions and Retransmissions (2011) —en inglés—
- Cuerpo, sexo y política (2014)
- El largo camino hacia la ILE. Mi versión de los hechos (2015)
- El fulgor de la noche: el comercio sexual en las calles de la Ciudad de México (2017)
- La interrupción legal del embarazo: el caso de la Ciudad de México (2017)
- Acoso: ¿denuncia legítima o victimización? (2018)
- Comercio sexual y discursos sobre trata en México: investigaciones, experiencias y reflexiones (2018) -coordinación-